# سیارک ۲۹۶۶
سیارک ۲۹۶۶ (به انگلیسی: 2966 Korsunia، نامگذاری:1977EB2) دو هزار و نهصد و شصت و ششمین سیارک کشف شده‌است که در ۱۳ مارس ۱۹۷۷ کشف شد.
قدر مطلق سیارک برابر ۱۳٫۴۰ است.